# Équations de Kohn-Sham
En physique et chimie quantique, et particulièrement en théorie de la fonctionnelle de la densité, l'équation de Kohn–Sham désigne une forme de l'équation de Schrödinger associée à un système mono-électronique fictif ayant la même densité électronique qu'un système réel d'électrons en interactions donné,. L'équation de Kohn–Sham décrit le mouvement d'une particule fictive (habituellement un électron, mais ça peut également être plus généralement un fermion) soumis à un potentiel effectif local (également fictif), que l'on désigne habituellement par vs(r) ou veff(r), et qu'on appelle le potentiel de Kohn–Sham. La fonction d'onde solution de l'équation de Kohn–Sham est associée à un déterminant de Slater construit à partir d'un ensemble d' orbitales atomiques qui sont les solutions de plus basse énergie des équations aux valeurs propres
{\displaystyle \left(-{\frac {\hbar ^{2}}{2m}}\nabla ^{2}+v_{\text{eff}}(\mathbf {r} )\right)\varphi _{i}(\mathbf {r} )=\varepsilon _{i}\varphi _{i}(\mathbf {r} ),}
où εi est l'énergie de la solution propre associée, dite orbitale de Kohn-Sham {\displaystyle \varphi _{i}}. La densité (électronique) pour un système de N particules est
{\displaystyle \rho (\mathbf {r} )=\sum _{i}^{N}|\varphi _{i}(\mathbf {r} )|^{2}.}
Les équations de Kohn–Sham ont été nommées pour honorer les travaux de Walter Kohn et Lu Jeu Sham (沈呂九), qui ont introduit les concepts de cette théorie à l'Université de Californie à San Diego en 1965.

## Potentiel de Kohn–Sham
Dans le cadre de la théorie de la fonctionnelle de la densité de Kohn-Sham, l'énergie totale du système est exprimée sous la forme d'une fonctionnelle de la densité de particules (ou densité de charges pour un système électronique) 
{\displaystyle E[\rho ]=T_{s}[\rho ]+\int d\mathbf {r} \,v_{\text{ext}}(\mathbf {r} )\rho (\mathbf {r} )+E_{\text{H}}[\rho ]+E_{\text{xc}}[\rho ],}
où Ts est l'énergie cinétique de Kohn–Sham, que l'on peut ré-écrire à l'aide des orbitales de Kohn–Sham
{\displaystyle T_{s}[\rho ]=\sum _{i=1}^{N}\int d\mathbf {r} \,\varphi _{i}^{*}(\mathbf {r} )\left(-{\frac {\hbar ^{2}}{2m}}\nabla ^{2}\right)\varphi _{i}(\mathbf {r} ),}
vext est le potentiel externe auquel est soumis le système (cela comprend au minimum, pour un système moléculaire, l'interaction entre les électrons et les noyaux atomiques), EH est l'énergie de Hartree (énergie Coulombienne)
{\displaystyle E_{\text{H}}[\rho ]={\frac {e^{2}}{2}}\int d\mathbf {r} \int d\mathbf {r} '\,{\frac {\rho (\mathbf {r} )\rho (\mathbf {r} ')}{|\mathbf {r} -\mathbf {r} '|}},}
et Exc est l'énergie dite d'échange-corrélation. Les équations de Kohn–Sham peuvent être établies à l'aide d'un principe variationnel pour l'énergie totale du système, soumis à la contrainte d'orthonormalisation des orbitales de Kohn-Sham,. On obtient également l'expression du potentiel de Kohn–Sham
{\displaystyle v_{\text{eff}}(\mathbf {r} )=v_{\text{ext}}(\mathbf {r} )+e^{2}\int {\frac {\rho (\mathbf {r} ')}{|\mathbf {r} -\mathbf {r} '|}}\,d\mathbf {r} '+{\frac {\delta E_{\text{xc}}[\rho ]}{\delta \rho (\mathbf {r} )}},}
où le dernier terme
{\displaystyle v_{\text{xc}}(\mathbf {r} )\equiv {\frac {\delta E_{\text{xc}}[\rho ]}{\delta \rho (\mathbf {r} )}}}
est le potentiel d'échange-corrélation. Ce terme, ainsi que l'expression de l'énergie associée, sont les seules inconnues de la théorie de la fonctionnelle de la densité de Kohn-Sham.
Les énergies des orbitales de Kohn–Sham, εi, n'ont pas, en général, de signification physique (voir le  théorème de Koopmans). Enrevanche la somme des énergies des orbitales est liée à l'énergie totale par la relation suivante
{\displaystyle E=\sum _{i}^{N}\varepsilon _{i}-E_{\text{H}}[\rho ]+E_{\text{xc}}[\rho ]-\int {\frac {\delta E_{\text{xc}}[\rho ]}{\delta \rho (\mathbf {r} )}}\rho (\mathbf {r} )\,d\mathbf {r} .}
Dans le cas d'un système électronique où la couche de valence est partiellement remplie, les énergies des orbitales ne sont pas uniquement définies, et cette équation n'est vraie que pour un choix particulier des orbitales (voir le théorème de Koopmans).